# Spectrophistes mirabilis
Spectrophistes mirabilis är en insektsart som beskrevs av Kenneth Hedley Lewis Key 1994. Spectrophistes mirabilis ingår i släktet Spectrophistes och familjen gräshoppor. Inga underarter finns listade i Catalogue of Life.